# Pfarrkirche Alberschwende

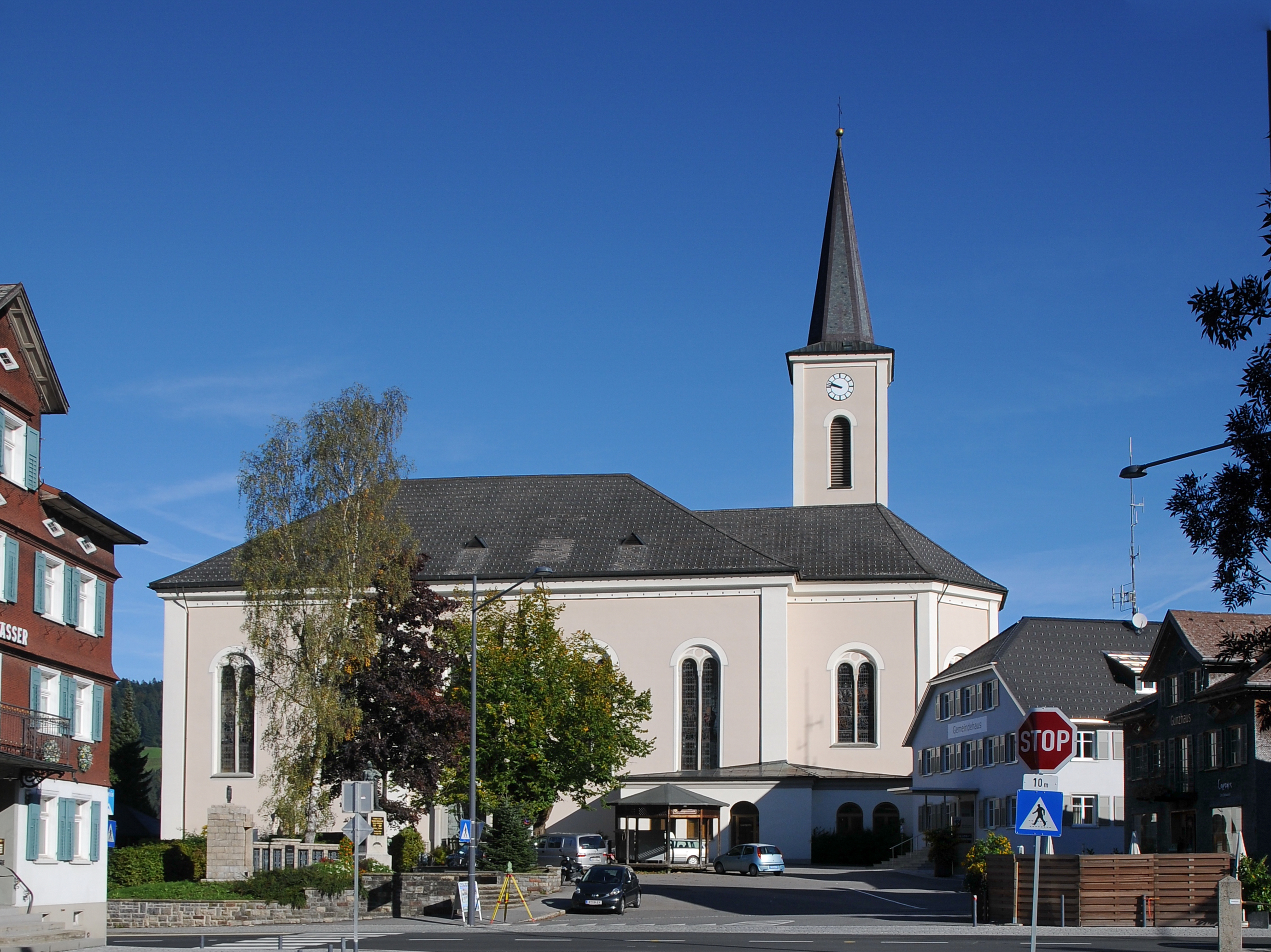
Kath. Pfarrkirche hl. Martin in Alberschwende

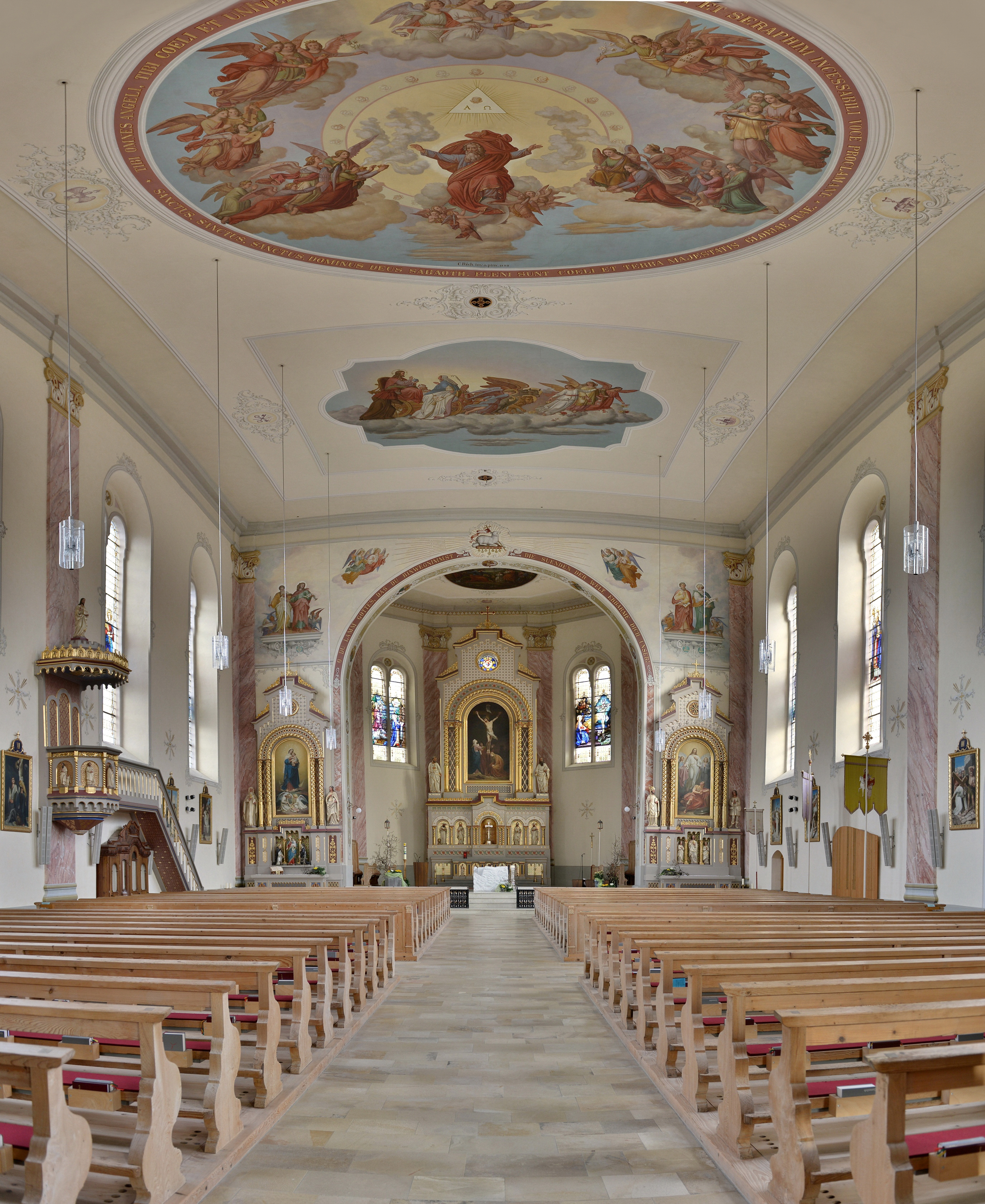
Innenansicht Richtung Altar

Die römisch-katholische Pfarrkirche Alberschwende steht südlich des Friedhofes im Ortskern der Bregenzerwälder Gemeinde Alberschwende im Bezirk Bregenz in Vorarlberg. Sie ist dem heiligen Martin geweiht und gehört zum Dekanat Bregenz in der Diözese Feldkirch. Das Bauwerk steht unter Denkmalschutz (Listeneintrag).

## Geschichte
Ursprünglich war die Kirche eine Filiale von Bregenz. Die Kirche wurde seit etwa 1110 vom Kloster Mehrerau aus betreut. Der selige Merbod stammte aus diesem Kloster und war als Seelsorger in Alberschwende tätig. Er wurde im Bereich der heutigen Merbodkapelle um 1120 erschlagen. Etwa zur selben Zeit schenkte Rudolf von Pfullendorf, Graf von Bregenz, die Kirche und das Patronatsrecht dem Kloster Mehrerau. Im Jahr 1427 wurde die Kirche erstmals urkundlich erwähnt. Der heutige Bau entstand in den Jahren 1854 bis 1855. Die Kirchweihe fand im Jahr 1862 statt. In den Jahren 1999 bis 2003 erfolgte eine umfassende Renovierung.

## Kirchenbau

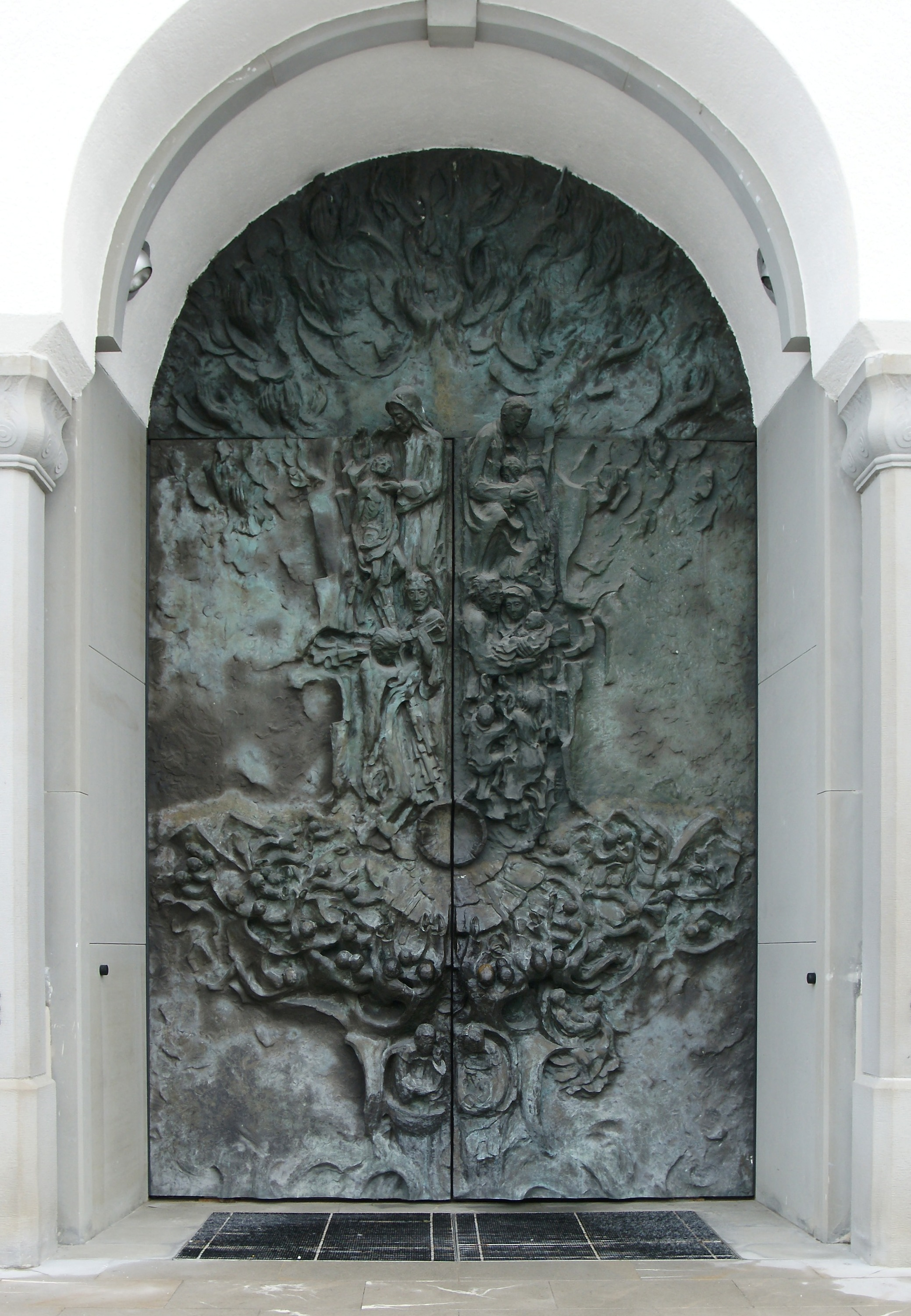
Portal „Fegefeuer“ von Engelbert Gitterle

### Äußeres
Das Gotteshaus ist eine mächtige neuromanische Kirche mit eingezogenem polygonalem geosteten Chor unter einem gemeinsamen Walmdach. Im Norden des Chores schließt sich ein Turm an.
Das Langhaus hat ein umlaufendes Sockelband und unter dem Dachansatz ein Hohlkehlgesims. Die Fassade ist durch zwei Ecklisenen und vier gekoppelte Rundbogenfenster gegliedert. Über dem Hauptportal befindet sich ein Rosettenfenster. Es wird von zwei Säulen flankiert. Das Südportal Tor des Bruders zum heiligen Martin und das Nordportal Tor Jesu als Christus Salvator schuf 1979 Siegfried Gitterle als Bronzereliefs. Das Westportal mit dem Bronzerelief Fegefeuer schuf 1980 Engelbert Gitterle.
Der Nordturm ist durch Ecklisenen und Rundbogenschallöffnungen sowie vier kleine Rundbogenöffnungen an der Nord- und Ostseite gestaltet. Der Abschluss ist gerade, darüber befindet sich ein Spitzhelm.

### Inneres
Innen die Kirche ein Saalraum mit einer Flachdecke über einem umlaufenden Gesims. Die Langhauswände sind mit gekoppelten Rundbogenfenstern und breiten Wandpilastern gegliedert. Die Stuckkartuschen sind gemalt, ebenso wie die Kapitelle und die Fensterbekrönung. Ein eingezogener und runder Chorbogen trennt das Langhaus vom eingezogenen 5/8-Chor mit Flachdecke über einem umlaufenden Gesims. In der Stirnwand befinden sich gekoppelte Rundbogenfenster und ein Kreisfenster.
Die Kirche ist mit Fresken bemalt. Im Chor ist Christus mit den Kindern mit „1855 Rick“ bezeichnet. Seitlich sind Engel mit der Osterkerze und einer Trauerfackel gemalt. In gemalten Kartuschen sind Symbole der Kirche dargestellt. An der linken Chorwand ist Gottvater mit musizierenden Engeln, die Anbetung der Könige und der Zwölfjährige Jesus im Tempel abgebildet. Auf der rechten Chorseite sind der Heilige Geist und Maria Magdalena als Büßerin, im Chorbogen  Johannes der Täufer und vier Propheten und am Chorbogen das Lamm Gottes mit zwei Engeln dargestellt. Links davon befinden sich Fresken der Evangelisten Matthäus und Johannes, rechts Markus und Lukas. Die Figuren im Chor malte Johann Kärle.
Die Fresken im Langhaus malte 1880 Johann Kaspar Rick, bezeichnet mit „C. Rick“; vorne Christus als Triumphator mit der heiligen Maria in einem Wagen, der von den vier Evangelistensymbolen gezogen wird. Er wird von den vier Kirchenvätern und blumenstreuenden Engeln begleitet. In der Mitte der Langhauswand ist Gottvater von den neun Chören der Engel umgeben. K. Rick malte das Bild 1880. Die Bischofsweihe des heiligen Martin stammt ebenfalls von K. Rick. An der Deckenleiste sind die Symbole der sieben Sakramente dargestellt.

## Ausstattung

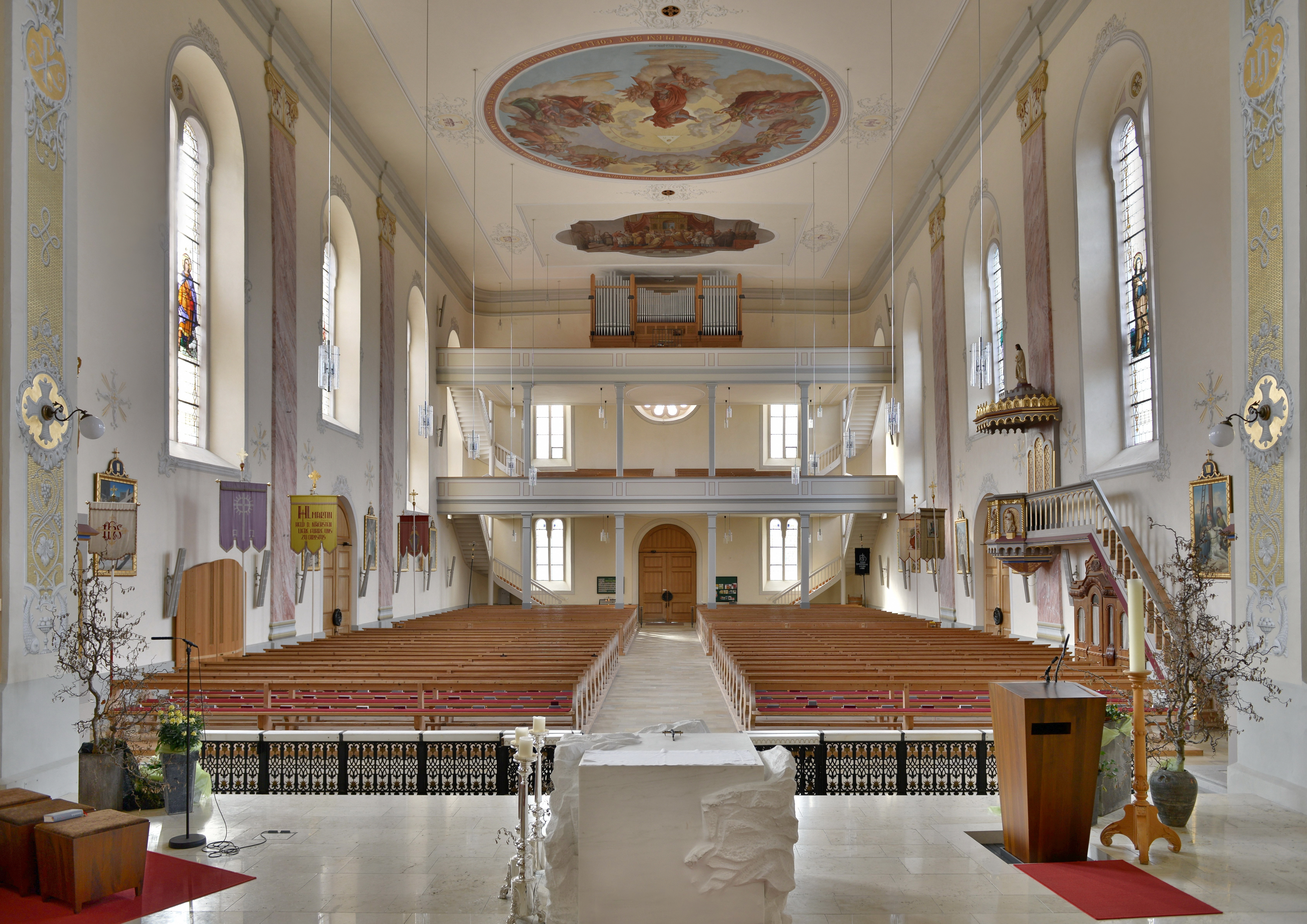
Innenansicht Richtung Empore

In den Glasgemälden sind die Acht Seligkeiten in Form von Heiligen dargestellt. Die Gemälde stammen aus der Tiroler Glasmalereianstalt der Jahre 1933/34. Auf der Fassadenseite befinden sich Dekorfenster. Im Langhaus sind links die heilige Cäcilia, die selige Habrila, die heilige Elisabeth, die heilige Anna, zwei Engel, die selige Ilga, die heilige Notburga, die heilige Agnes sowie die heilige Theriesia, rechts der selige Merbod, der heilige Josef, der heilige Wendelin, der heilige Gebhard, zwei Engel, der heilige Vinzenz von Paul, der heilige Martin, sowie der heilige Sebastian dargestellt. Im Chor zeigen die Glasfenster auf der linken Seite die Verkündigung des Herrn, auf der rechten Seite die heilige Maria mit Kind und das Kruzifix.
Auf dem neuen Altar, der im Rahmen der Renovierung in den Jahren 1999 bis 2003 nach alten Plänen neu aufgebaut wurde, steht ein Tabernakel mit einem Relief, das Jesus mit den vier Evangelistensymbolen zeigt. Der linke Seitenaltar ist ein neuromanischer Aufbau. Das Altarbild mit der heiligen Maria und dem Kind wurde 1861 von Melchior Paul von Deschwanden gemalt. Es wird von Figuren der heiligen Theresia (links) und der heiligen Filomena (rechts) flankiert. Auf der Predella knien links und rechts vor Maria mit dem Kind der heilige Dominikus und die heilige Katharina von Siena. Der rechte Seitenaltar ist ebenfalls ein neuromanischer Aufbau mit einem Altarbild von Melchior Paul von Deschwanden. Es zeigt die Glorifizierung des heiligen Martin. Das Bild flankieren Figuren des heiligen Rupert (links) und des heiligen Wendelin (rechts). Die Predella-Figuren stellen das Herz Jesu sowie zwei Engel dar.
Die neuromanische Kanzel mit den vier Evangelistenfiguren am Korb wurde um 1855/1860 geschaffen. Der Schalldeckel trägt eine Christusfigur. Die Orgel wurde 1939 von der Orgelbaufirma Gebrüder Mayer neu gebaut. Weiters gibt es eine Figur des Königs David aus dem 18. Jahrhundert.
Das ehemalige Hochaltarbild im Chor von Melchior Paul von Deschwanden aus dem Jahr 1861 zeigt das Kreuz Jesu mit der heiligen Maria und dem heiligen Johannes. Das Kommuniongitter stammt von 1855, der Beichtstuhl mit dem Relief Christus als Guter Hirte vom Ende des 19. Jahrhunderts.
Die Kreuzwegstationen sind Kopien nach Martin von Feuerstein, gemalt von Waldner im Jahr 1934.
An der äußeren Südwand befindet sich in einer Nische eine Steinfigur des seligen Merbod von Gottfried Bechtold nach einem Modell von Alwin Flory.